# Zrcadlová kaple (Praha)
Kaple Zvěstování Panny Marie, známější jako Zrcadlová kaple, se nalézá v areálu Klementina v Praze na Starém Městě. Její interiér je pozoruhodnou ukázkou vrcholného baroka. Název Zrcadlová kaple získala díky velkému počtu zrcadel použitých při výzdobě stěn i klenby. Využívá se zejména jako koncertní síň.

## Historie

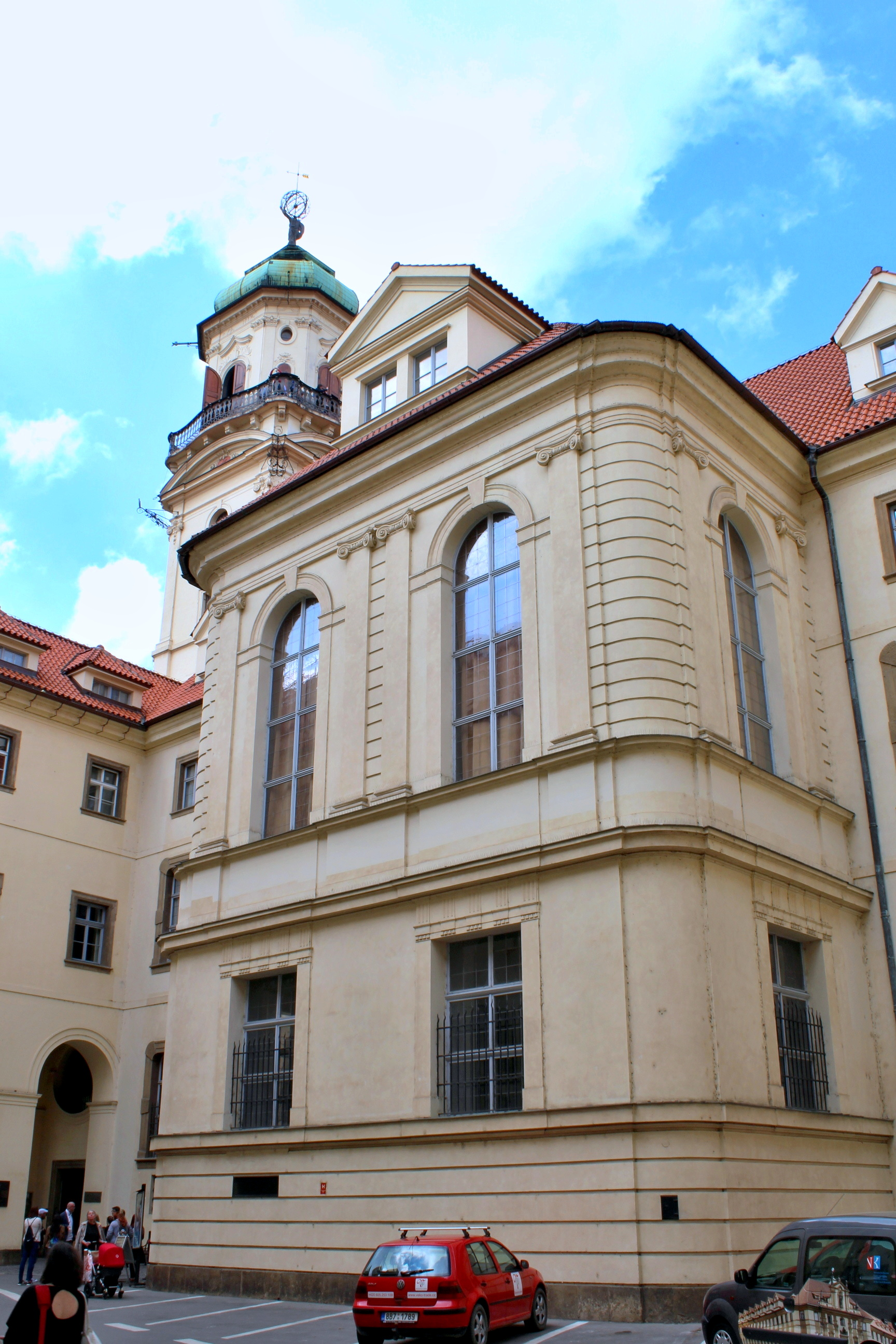
Klasicistní předsálí Zrcadlové kaple

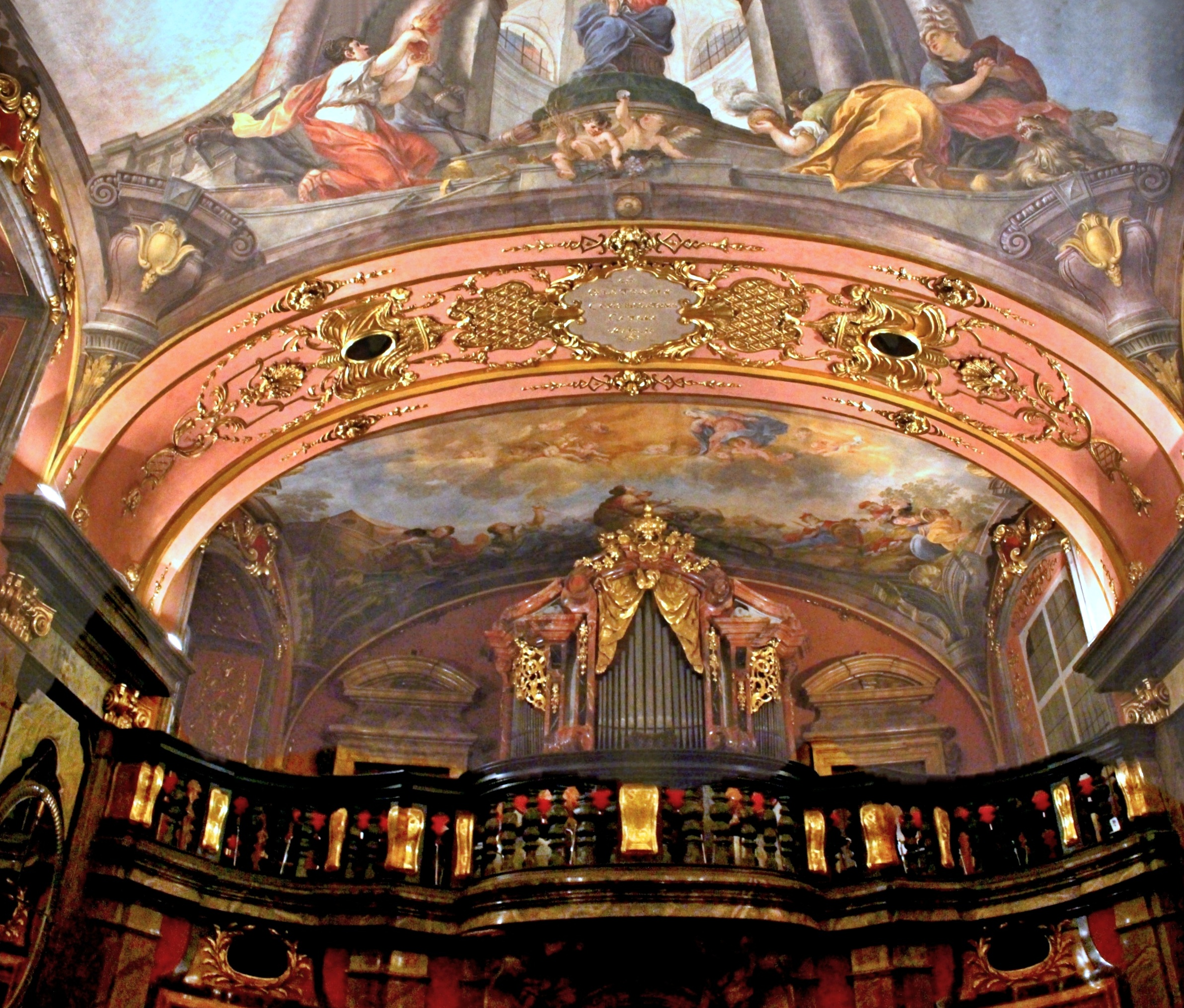
Kůr s původními varhanami od varhanáře Tomáše Schwarze z roku 1732

Kaple byla postavena v letech 1722–1726 na náklady latinské Větší mariánské kongregace. Dosud nebylo spolehlivě zjištěno, zda byl skutečným autorem stavebního návrhu František Maxmilián Kaňka nebo Kilián Ignác Dientzenhofer. Roku 1784 byla odsvěcena a byla využívána jako skladiště knižních svozů, k liturgickým účelům pak znovu sloužila od roku 1815 do roku 1923. Při stavebních úpravách Klementina se na čas opět stala skladištěm knih. Slavnostně otevřena již jako světský prostor byla v roce 1936. Poté sloužila jako výstavní a promoční síň, později byla adaptována i pro koncertní účely.
V roce 2011 prošla kaple v rámci revitalizace Klementina celkovou rekonstrukcí. Obnovena byla výmalba, výzdoba z umělého mramoru a podlahy, byla pořízena nová okna. Opraveny byly také varhany. Veřejnosti byla kaple znovu zpřístupněna 1. srpna 2011.

## Architektura a vnitřní výzdoba
Zrcadlová kaple je umístěna v přízemí křídla spojujícího Astronomickou věž s traktem při Platnéřské ulici, mezi třetím a čtvrtým nádvořím Klementina. Původní vstup se zachoval jen částečně, je zakryt klasicistním přístavkem (rizalitem), který byl vybudován v roce 1780, aby zajistil narušenou statiku budovy. Prostorová dispozice kaple je jednoduchá. Chór a kruchta jsou symetricky uspořádané, kněžiště vymezují postranní sloupy. Pět klenebních polí je odděleno trojitými pasy, zdi člení vždy dvojice pilastrů a bohatě profilovaná římsa. Kaple má bohatou výzdobu ve stylu vrcholného baroka, v níž převládá mariánská tematika. Strop je kombinací freskové výmalby a zlacené štukatury. Nástropní malby na motivy modlitby Ave Maria jsou z roku 1723 a jsou dílem Jana Hiebla. Autorem štukové výzdoby je Bernardo Spinetti. Pod kůrem s balustrádou stojí socha sv. Josefa s Ježíškem v náručí, kterou vytvořil Karel Josef Hiernle. Četná zrcadla se nacházejí na stěnách i na klenbě, v oválných či hvězdicových rámech. Odráží se v nich motivy hvězd mramorové podlahy. Stěny jsou obložené umělým mramorem. Výzdobu dopl̥̟ňují čtyři velké obrazy, olejomalby od Václava Vavřince Reinera: Malý Jan Křtitel se Zachariášem a Alžbětou, Panna Marie se sv. Annou a sv. Jáchymem, Vidění sv. Josefa, Vidění sv. Jana na Patmu.

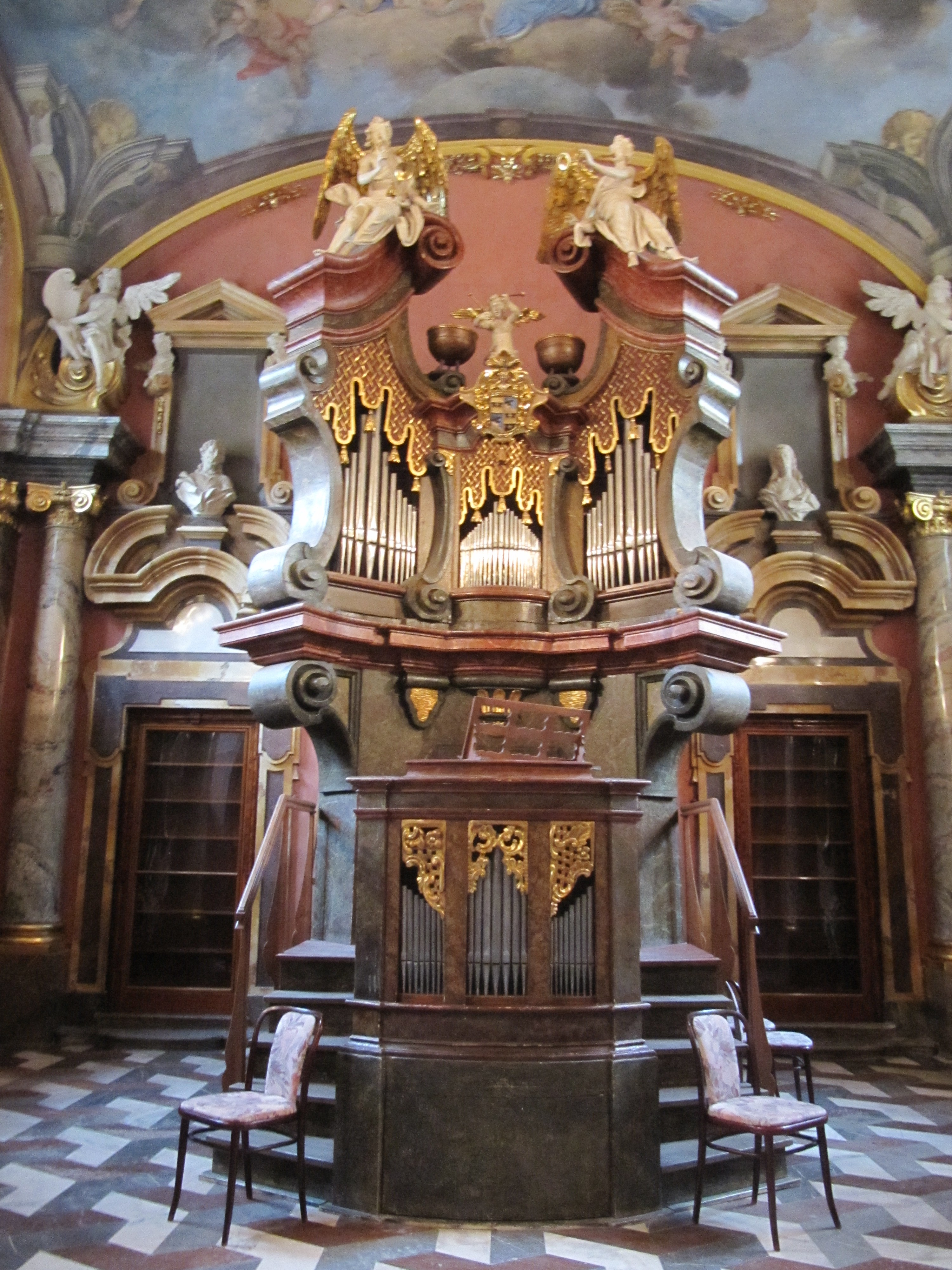
Svatoborské varhany

## Varhany
Původní varhany z roku 1732 od varhanáře Tomáše Schwarze se nacházejí pouze na kůru. Další varhany byly instalovány v protilehlé části kaple v místě bývalého hlavního oltáře, který byl po sekularizaci objektu roku 1784 zcizen. Tyto barokní varhany sem byly přivezeny v 50. letech 20. století z kostela Nanebevzetí Panny Marie ve Svatoboru u Doupova.

## Kaple ve filmu
- Dobrodružství kriminalistiky, druhý díl seriálu nazvaný Jed (1989, režie Antonín Moskalyk)